# Tranvías de Chillán
Los tranvías de Chillán fueron la red establecida por dicho medio de transporte en la ciudad homónima, y existente entre 1885 y 1939.

## Historia

### Tranvías de sangre

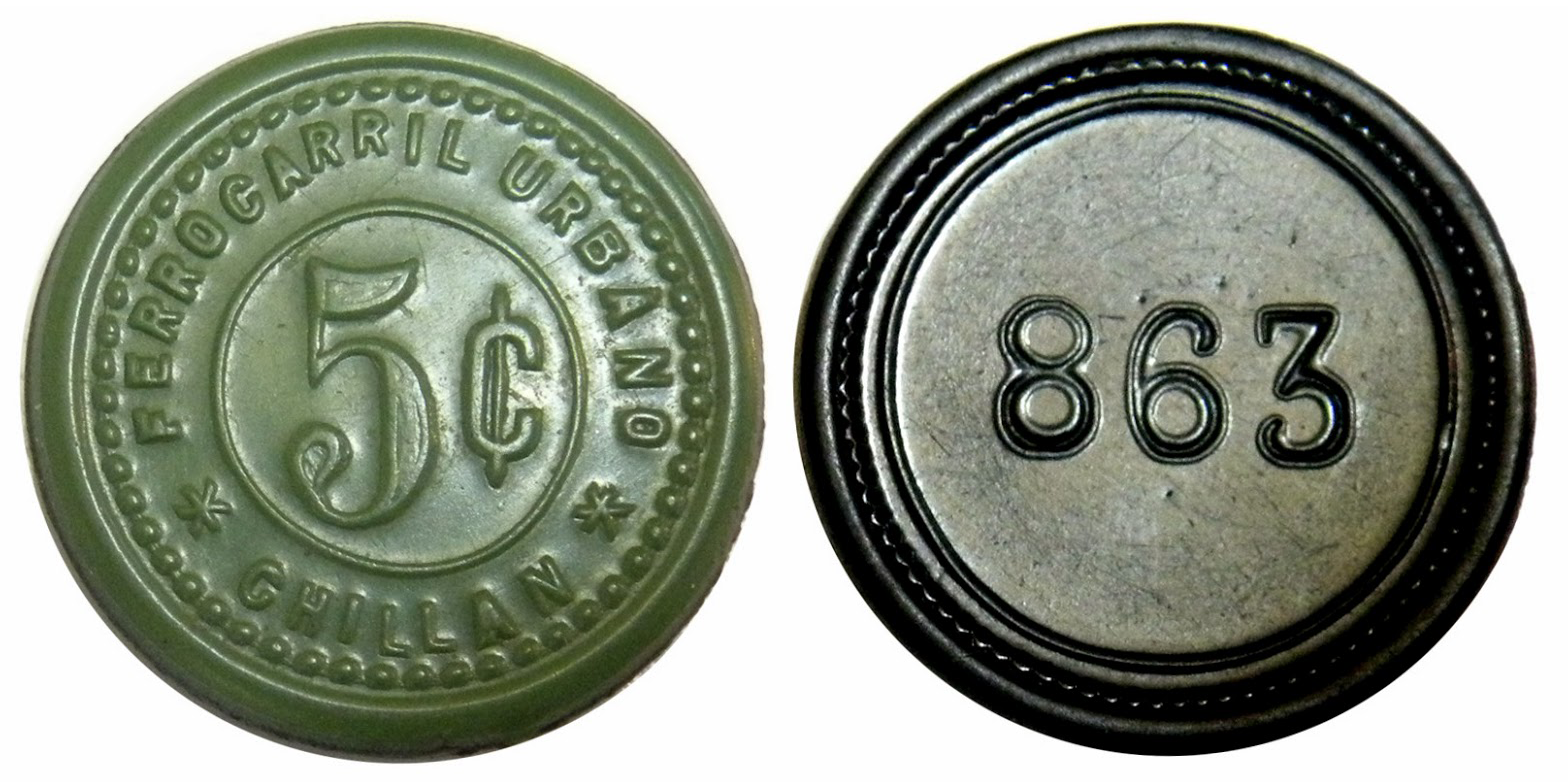
Ficha de 5 centavos utilizada en el tranvía.

En mayo de 1877 la Municipalidad de Chillán entregó una concesión por 30 años a Nicolás Tanco para construir un sistema de tranvías a tracción animal —también denominados «carros de sangre»—, lo cual no pudo concretar. Luego de dicho fracaso, una serie de socios encabezados por Vicente Cruchaga conformó el 25 de abril de 1884 la sociedad denominada «Ferrocarril Urbano de Chillán» y adquirió los derechos a Tanco el 16 de julio del mismo año.
La construcción se inició poco después de que los estatutos de la sociedad fueran aprobados mediante ley del 18 de junio de 1884. Mediante otra ley, del 8 de agosto de 1885, se dispuso la liberación del pago de derechos aduaneros para importar los materiales y los carros de los tranvías. En octubre de 1885 los primeros cuatro carros que habían sido encargados a Estados Unidos llegaron a la ciudad, inaugurando el servicio del 11 del mismo mes.
En 1887 el tranvía fue extendido hasta Chillán Viejo, donde se ubicó una tornamesa al final del recorrido para invertir los carros y poder realizar el viaje de vuelta. El recorrido que hacía desde Chillán Viejo se iniciaba en la plaza de la localidad y avanzaba por sus calles hasta la avenida O'Higgins (entonces conocida como calle de Deuco) llegando hasta el antiguo matadero municipal, siguiendo por la actual avenida Schleyer para luego enfilar por la avenida Collín y continuar al norte por la calle Cinco de Abril hasta El Roble, virando a la izquierda y tomando la calle Arauco hasta la avenida Libertad, finalizando el recorrido en la estación de ferrocarriles de Chillán.
A lo largo del tiempo la empresa encargada de los tranvías de sangre operó bajo distintos nombres, entre ellos «Compañía Movilizadora de Carros Urbanos», «Compañía Urbano de Chillán», «Ferrocarril Urbano de Sangre de Chillán», y «Ferrocarril de Chillán a Quinta Agrícola». La línea de tracción animal fue adquirida por Roberto Lara el 1 de diciembre de 1926. En esa misma época el tranvía de sangre contaba con 2 líneas: una de 4,8 km que conectaba la estación de ferrocarriles con el sector de Paso de Piedra, y otra de 4 km conectando el mercado con la Quinta Agrícola. Contaba en 1927 con 20 carros: 6 utilizados exclusivamente para primera clase, 9 con 10 asientos de primera clase en el primer piso y 10 de segunda clase en el segundo piso, y 5 carros abiertos.

### Tranvías eléctricos
En 1921 la Compañía General de Electricidad Industrial (CGEI), a través de la «Sociedad de Tranvías Eléctricos de Chillán», instaló una línea de tranvías eléctricos en Chillán, que corrían de manera paralela con los carros de tracción animal. En 1927 la línea contaba con 7 carros, mientras que hacia 1929 contaba con 4,8 km de vías y sus oficinas se encontraban en Dieciocho 526.
El recorrido de los tranvías eléctricos se iniciaba en calle Libertad llegando hasta Dieciocho de Septiembre, siguiendo hasta la calle Constitución en donde tomaba la calle Arauco hasta Maipón, continuando por calle Cinco de Abril hasta llegar a la avenida Collín, donde finalizaba su recorrido. Hacia 1922 dicho recorrido fue extendido hasta el Hospital San Juan de Dios.
Los tranvías de sangre circularon por la ciudad hasta que esta resultó destruida por el terremoto del 24 de enero de 1939. Algunos autores señalan que esa misma fecha dejaron de circular los tranvías eléctricos, sin embargo también se menciona que dichos carros habrían finalizado sus servicios en 1936 y a la fecha del sismo solo corrían los carros a tracción animal.

## Pasajeros movilizados
| Año  | Pasajeros           |
| ---- | ------------------- |
| 1909 | 547 500             |
| 1919 | 1 095 000           |
| 1921 | 1 083 011           |
| 1922 | 645 173 (eléctrico) |
| 1923 | 664 808 (eléctrico) |